# Break the Night with Colour
Break the Night with Colour è una canzone del cantautore britannico Richard Ashcroft inclusa nell'album Keys to the World, uscito nel 2006. Questo brano ha segnato il ritorno dell'artista dopo quasi tre anni di silenzio dal suo ultimo singolo Buy It in Bottles.
Break the Night with Colour è il primo singolo estratto e terza traccia dall'album. Il singolo è stato pubblicato il 9 gennaio 2006 nel Regno Unito ed ha riscosso grande successo anche in Italia anticipando perfettamente il secondo singolo Music Is Power portandolo ad un successo ancora maggiore.
La canzone Break the Night With Colour è stata riproposta dal cantante anche nel Bonus DVD nella versione Live e nel suo videoclip.

## CD Singolo
Nel singolo sono contenute due tracce tra cui il B-Side The Direction.

### Tracce
1. "Break the Night with Colour" - 3:56
2. "The Direction" - 3:22

## DVD
Il bonus DVD, uscito solo nel Regno Unito, contiene anche Slip Slinding.

### Tracce
1. "Break the Night with Colour" - 3:56
2. "Slip Sliding"
3. "Break the Night with Colour" (video) - 4:13
4. "Break the Night with Colour" (making of the video)

## Classifiche

### Classifiche settimanali
| Classifica (2006) | Posizione massima |
| ----------------- | ----------------- |
| Italia            | 3                 |